# Phelan (Californie)
Pour les articles homonymes, voir Phelan.
Phelan est une census-designated place (CDP) du comté de San Bernardino dans l'État de Californie.